# Uldum Mølle
Uldum Mølle er en vindmølle der ligger i Uldum, nær Gudenåen i Hedensted Kommune, ca. 16 km nord for Vejle. 

## Historie
I 1895 genopbyggede daværende mølle-ejer, Ole Knudsen, Uldum Mølle på sin nuværende plads efter en brand. Den oprindelige mølle lå på Hesselballe Mark. Møllegården, som blev skånet ved branden, ligger der stadig. 
Det er en hollandsk vindmølle med galleri og løgformet hat; møllevingerne er næsten 22 m lange. Den er opført 1895-96 og var i drift indtil 1952. En kreds af Uldum-borgere købte i 1982 den da stærkt medtagne mølle, som siden med nænsom hånd er blevet restaureret og genindviet den 23. maj 1992. Møllen er nu omdannet til en selvejende institution og fungerer i dag som arbejdende museumsmølle.

## Museum
Museet har forskellige kulturhistoriske objekter heriblandt flinteredskaber fra brommekulturen.